# لورین اسکافاریا
لورین اسکافاریا (انگلیسی: Lorene Scafaria؛ زادهٔ ۱ مهٔ ۱۹۷۸) کارگردان فیلم، خواننده، بازیگر، فیلم‌نامه‌نویس و نمایشنامه‌نویس ایتالیایی‌تبار اهل ایالات متحده آمریکا است.
از فیلم‌ها یا مجموعه‌های تلویزیونی که وی در آن‌ها نقش داشته است می‌توان به جستجوی دوستی برای آخرالزمان اشاره نمود.